# Faro de Douglas Head
El Faro de Douglas Head (en inglés: Douglas Head Lighthouse) es un faro en Douglas Head en la Isla de Man situada entre Inglaterra e Irlanda. 
El faro fue establecido en 1857, a pesar de la vecindad ha estado bajo el control de la Junta del puerto de la Isla de Man desde 1832. 
Fue realizado por el grupo de ingeniería de los hermanos David y Thomas Stevenson con una elevación total de 32 metros (105 pies). La torre blanca tiene 20 metros (66 pies) de altura y su base se encuentra a una altitud de 12 metros (39 pies).